# Miconia aponeura
Miconia aponeura är en tvåhjärtbladig växtart som beskrevs av José Jéronimo Triana. Miconia aponeura ingår i släktet Miconia och familjen Melastomataceae.
Artens utbredningsområde är Colombia. Inga underarter finns listade i Catalogue of Life.